# Pandino
Pandino is een gemeente in de Italiaanse provincie Cremona (regio Lombardije) en telt 8310 inwoners (31-12-2004). De oppervlakte bedraagt 22,2 km², de bevolkingsdichtheid is 354 inwoners per km².
De volgende frazioni maken deel uit van de gemeente: Gradella en Nosadello.

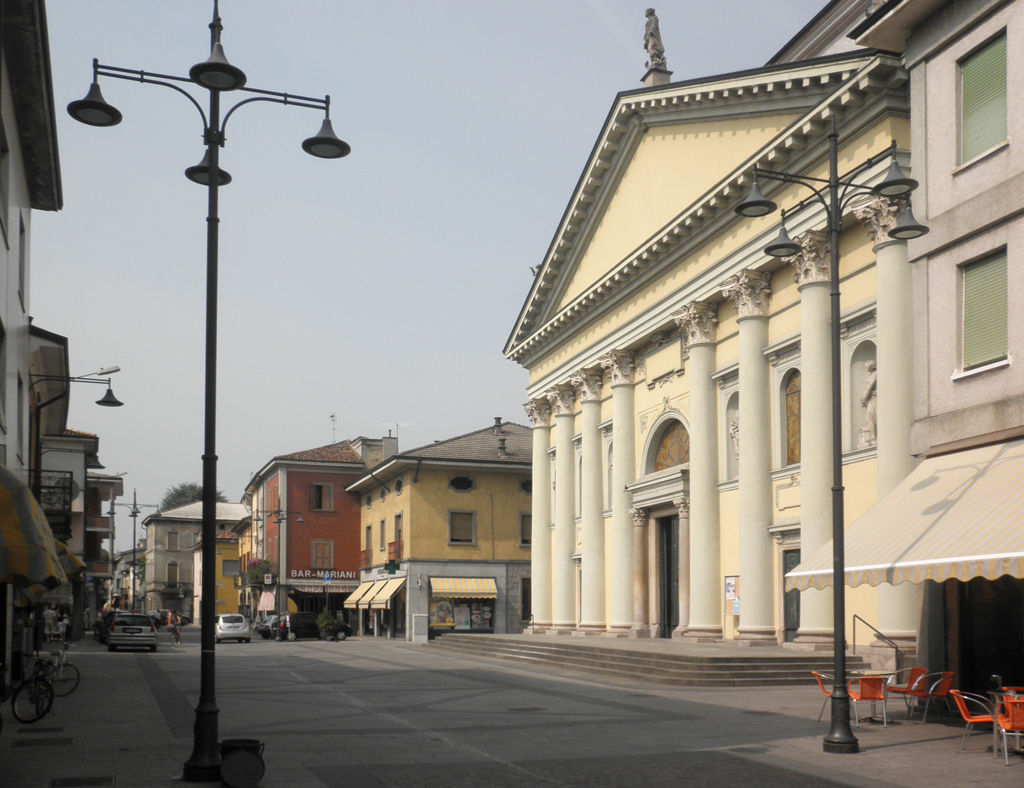
Pandino
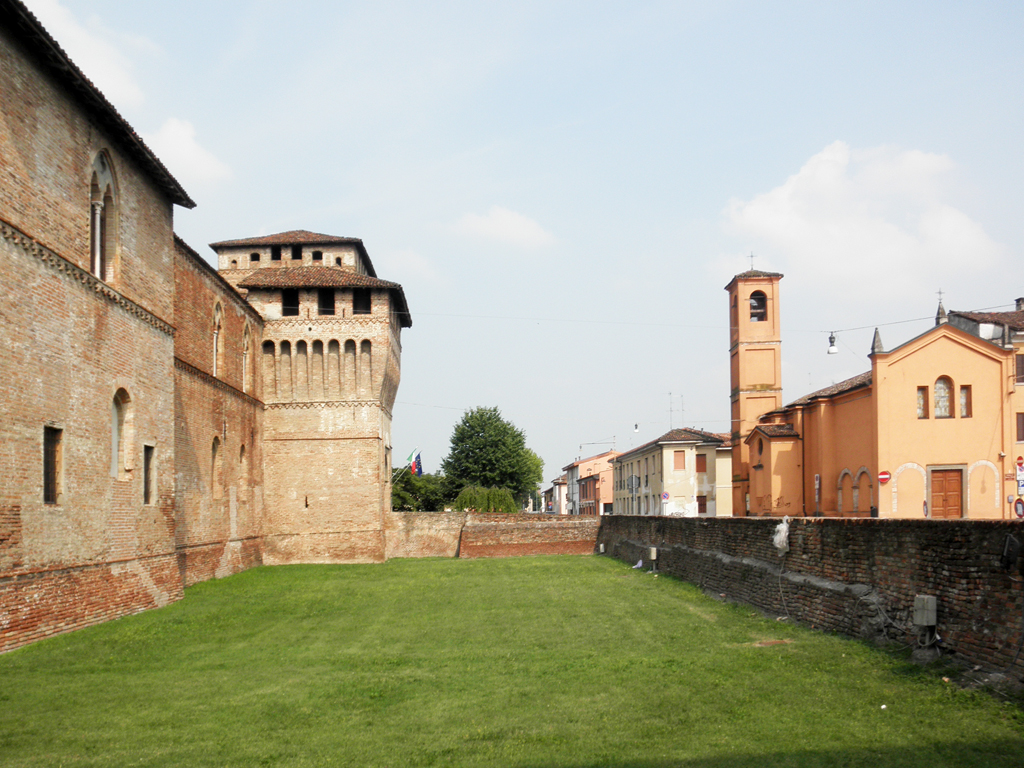
Kasteel van Pandino

## Demografie
Pandino telt ongeveer 3266 huishoudens. Het aantal inwoners steeg in de periode 1991-2001 met 10,7% volgens cijfers uit de tienjaarlijkse volkstellingen van ISTAT.
| Jaar | Inwoneraantal |
| ---- | ------------- |
| 1991 | 7045          |
| 2001 | 7802          |

## Geografie
Pandino grenst aan de volgende gemeenten: Agnadello, Dovera, Monte Cremasco, Palazzo Pignano, Rivolta d'Adda, Spino d'Adda.

## Geboren
- Giovanni Cazzulani (1909-1983), wielrenner